# Потилиця
Потил́иця — це випнута назад задня частина черепа, голови у людини, а у тварин — під тім'ям та над самою шиєю. У медичній та анатомічній термінології потилицю також називають nucha (ну́ка) — цей термін походить з латини.
У багатьох ссавців на потилиці розташований загривок — це вільна та нечутлива ділянка шкіри, що нею матір може переносити своє дитя, тримаючи його поміж зубів. Серед свійських котів загривок використовує мати, переносячи своїх кошенят: чи то тримаючи їх подалі від загрози, або переносячи до місця нового прихистку (кожне кошеня вона переносить стиснувши їхні загривки поміж своїх зубів). Також під час процесу спарювання кіт стискає загривок кішки своїми зубами, аби втримувати самку малорухливою.
У традиційній японській культурі потилиця (відома японською як unaji 項) була одною з небагатьох ділянок жіночого тіла (разом з обличчям і руками), яку не закривали одягом. Жіноча потилиця сильно приваблювала багатьох японських чоловіків.
В арабській культурі ляпання по потилиці вважається вкрай принизливим жестом.
Інколи на потилиці роблять пірсинг.

## Галерея

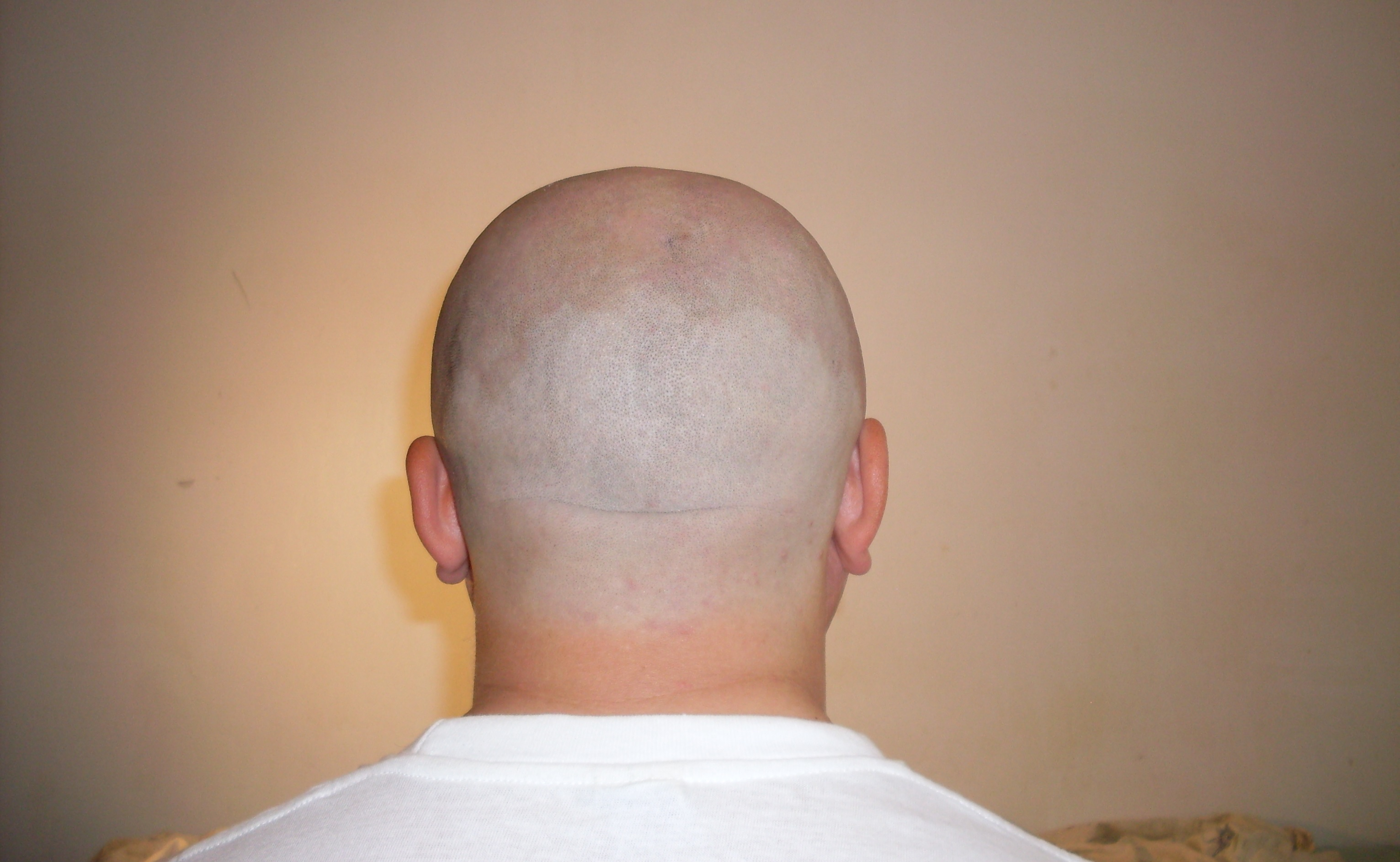
Потилиця лисого чоловіка
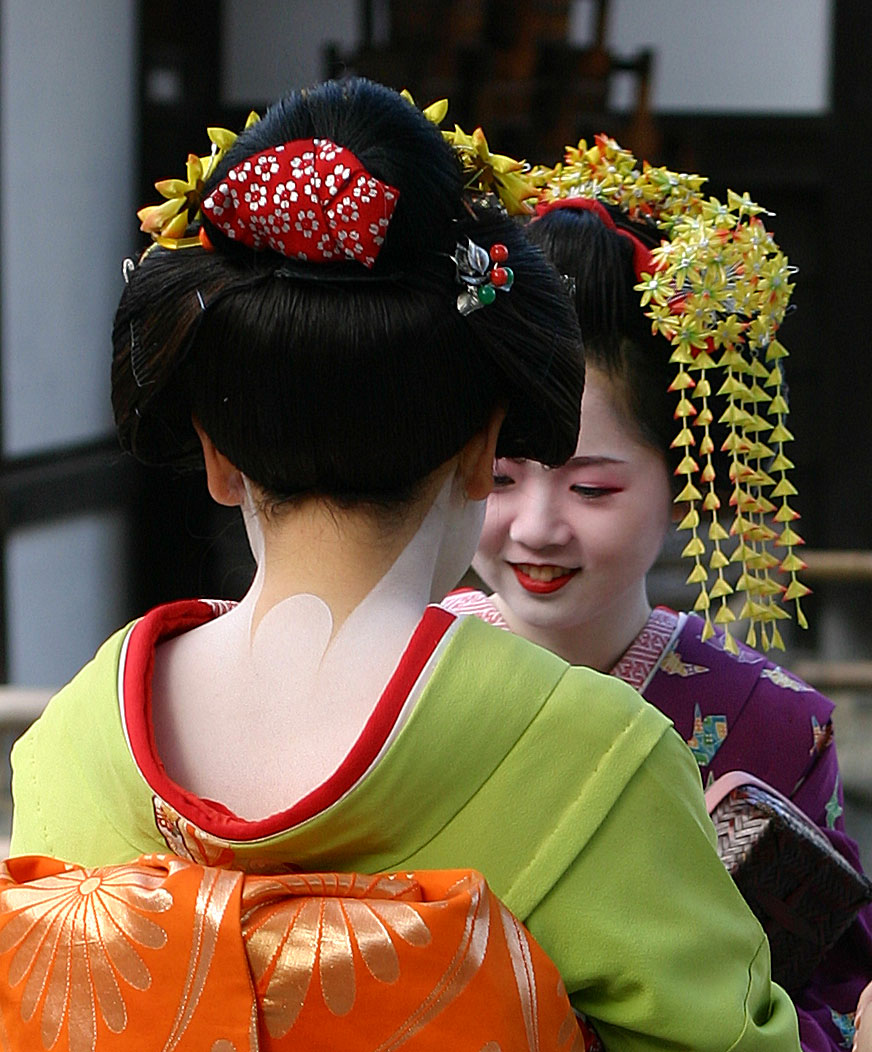
Потилиця гейші
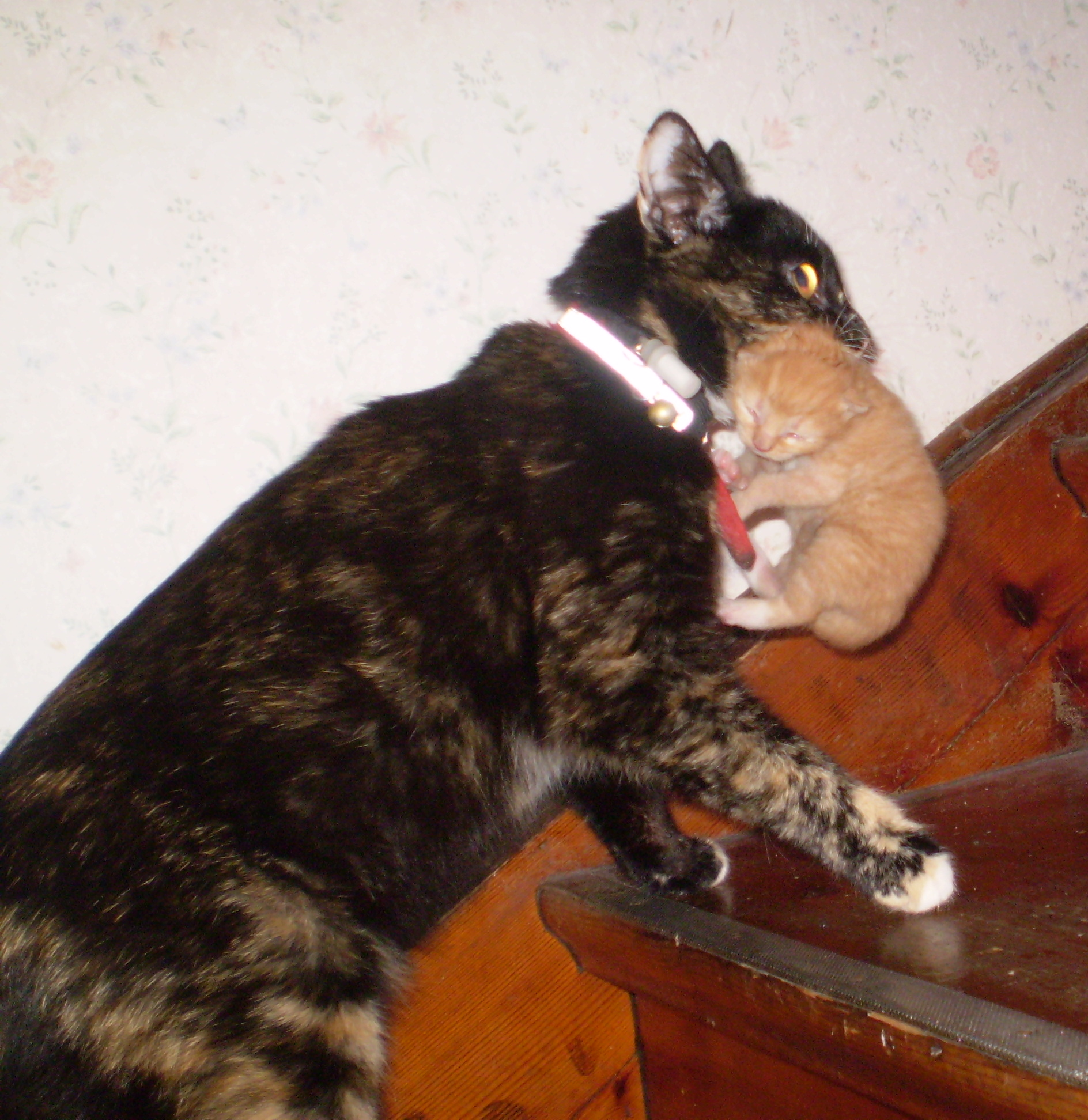
Кішка тримає кошеня за загривок